# 昴 (企業)
株式会社昴（すばる、英: SUBARU CO., LTD.）は、鹿児島県鹿児島市に本社を置き、九州・沖縄地方に展開している学習塾である。経営理念は日日是鍛錬（ひびこれたんれん）。

## 概要
- 新樹会（年長児）、小学部（小学3～6年）、中学部（中学１〜３年生）、高等部（高校１〜３年生）、個別指導（小学生、中学生、高校生）、東進衛星予備校（高校生）対象の学習塾である。
- 昴模試と総呼称される全九州模試、三高模試、学力診断テスト、附中模試などをはじめとするテストを年数回主催している。
- 鹿児島県立鶴丸高等学校、鹿児島県立甲南高等学校、鹿児島県立鹿児島中央高等学校の鹿児島県の公立進学校御三家、宮崎県立宮崎西高等学校、宮崎県立宮崎大宮高等学校、宮崎県立都城泉ヶ丘高等学校、熊本県立熊本高等学校、熊本県立済々黌高等学校、熊本県立八代高等学校などを主な志望校としている。
- 創業者の西村佳夫（1936～2007）は青森県八戸市出身で、創業当時は鹿児島大学の学生だったため恩師が顧問になって誕生した。鶴丸予備校は高校受験浪人を対象とした学習室だった[3]。

## 沿革
- 1965年 9月 - 鶴丸予備校創業[4]。
- 1972年 7月 - 有限会社教学社鶴丸予備校と法人化し、本社を鹿児島市に設置。
- 1974年12月 - 商号を有限会社鶴丸予備校に変更。
- 1984年10月 - 受験ラサールを開設。
- 1991年 2月 - 株式会社化し、現社名である株式会社昴に商号変更。
- 1992年 6月 - 宮崎県へ展開。
- 1995年12月 - 株式を日本証券業協会（現JASDAQ）へ店頭登録。
- 1997年 2月 - 熊本県へ展開。
- 2001年12月 - 福岡県へ展開。
- 2002年 3月 - すばる個別指導教室を開設。
- 2015年 4月 - 東進衛星予備校の運営を開設。
- 2020年 3月 - 株式会社タケジヒューマンマインドの全株式を取得[5]。沖縄県へ展開。

## 教室一覧

### 鹿児島県
受験ラサール
加治屋、谷山
昴
城西校、鴨池校 、甲南校、紫原校、上町校、和田校、吉野校、桜ヶ丘校、中山校、玉江校、皇徳寺校、姶良校、鹿屋寿校、川内校、川内北校、加治木校、国分校、出水校、加世田校、志布志校、名瀬校、枕崎校、伊集院校、隼人校、指宿校、国分南校
昴 高等部（東進）
東進中央町校・東進加治木校
個別指導
中央教室、谷山教室、玉江教室

### 宮崎県
受験ラサール
宮崎
昴
大塚校、大淀校、都城校、大宮校、西都城校、加納校、延岡校、日向校、浮城校
昴 高等部（東進）
東進宮崎大塚校、東進都城校、東進宮崎橘校
個別指導
橘教室

### 熊本県
受験ラサール
水前寺
昴
武蔵ヶ丘校、健軍校、八代校、菊陽校、大津校、長嶺校
個別指導
武蔵ヶ丘教室、水前寺教室、けやき通り教室

### 福岡県
昴
西新校、室見校
個別指導
西新教室

### 沖縄県
即解ゼミ127°E
おもろまち校、泉崎校、首里校、沖縄校

SSSは合宿あり